# Ешвайлер
Ешвайлер — місто в Німеччині, у федеральній землі Північний Рейн — Вестфалія.
Підпорядковане адміністративному округу Кельн. Входить до складу району Ахен. Населення 55 697 осіб. Площа 76,559 км². Офіційний код — 05 3 54 012.
Місто адміністративно ділиться на 22 міських райони.

## Уродженці
- Мартін Шульц — президент Європарламенту